# Lifening
"Lifening" é uma canção da banda de rock norte-irlandesa Snow Patrol. A faixa foi lançada como o quinto single do sexto álbum estúdio Fallen Empires de 2011.

## Faixas
| N.º | Título                         | Duração |  |
| 1.  | "Lifening" (Burst to Life Mix) | 3:30    |  |

## Paradas musicais
| Paradas (2012)     | Melhor posição |
| ------------------ | -------------- |
| Bélgica (Ultratip) | 36             |